# Ermita de l'Estrella
L'Estrella és una ermita del municipi de Llorenç del Penedès a la comarca del Baix Penedès) inclòs en l'Inventari del Patrimoni Arquitectònic de Catalunya.

## Descripció
L'ermita és a l'entrada de la masia de l'Estrella. És composta d'un sola nau. Té una mesa rodona feta d'una antiga pedra de molí, una imatge de la Verge de l'Estrella i d'una col·lecció de goigs. Les cobertes són de dos vessants. S'hi accedeix per una porta d'arc de mig punt precedida per un porxo compost de quatre arcades semicirculars. A la banda dreta, i adossat a l'edifici, hi ha una espadanya de dos cossos amb una campana. L'exterior de l'edifici és totalment arrebossat i emblanquinat.

## Història
L'ermita estatja la Verge de l'Estrella, patrona de la joventut del poble de Llorenç del Penedès. L'actual ermita fou construïda damunt de l'antiga, dedicada també a la mateixa Verge. Va ser construïda als voltants del 1970 en estil neoromànic.
Cal mencionar les dificultats que fou necessari superar al posar com altar una pedra de molí (rodona) i no la típica mesa rectangular, en conseqüència fou molt difícil aconseguir la consagració d'un altar rodó.